# Трухин, Дмитрий Юрьевич
Дмитрий Юрьевич Трухин (укр. Дмитро Юрійович Трухін; род. 29 июня 1983, Луцк, Украинская ССР, СССР) — украинский футболист, полузащитник.

## Биография
Первые шаги в футболе Дмитрий делал в луцкой спортшколе у тренера Василия Войновича. В 1998–1999 годах выступал за юношескую команду «Волыни» в Детско-юношеской футбольной лиге (ДЮФЛ) Украины. Позже продолжил учёбу во Львовском училище физической культуры (УФК), у тренера Владимира Данилюка.
В 2000 году получил приглашение в профессиональную команду ФК «Львов», где 15 июня, ещё в 16-летнем возрасте, дебютировал в матче против винницкой «Нивы». Во львовской команде провёл пять поединков. Летом 2001 года молодой игрок перешёл в команду «Сокол» из Золочева, где имел более стабильную игровую практику, а 21 октября 2001 года, в матче «Сокол» — «Галичина», отличился первым голом на профессиональном уровне.
С апреля 2003 года выступал за второлиговый клуб «Газовик-Скала», в составе которого, в сезоне 2003/04 завоевал путёвку в Первую лигу. В начале 2006 года Трухин получил приглашение в клуб первой лиги «Крымтеплица», где играл до июня 2007 года.
В июле 2007 года Дмитрий подписал однолетний контракт с алчевской «Сталью». Полностью провёл за команду весь сезон 2007/08, после чего отыграл в алчевском клубе ещё полгода. В конце 2008 года тренировавшего «Сталь» Олега Смолянинова сменил Вадим Плотников, при котором полузащитник стал реже попадать в стартовый состав команды. В этот период Трухин получил приглашение от возглавлявшего «Крымтеплицу» Михаила Сачко перейти в его команду. Вскоре футболист возвратился в крымскую команду, где стабильно играл в основном составе. Не пошатнулись позиции крайнего полузащитника и после смены главного тренера, при возглавившем в 2009 году команду российском специалисте Геннадии Морозове, Трухин продолжал стабильно выходить в стартовом составе. В октябре 2009 года, после серии неудачных игр, Морозов вынужден был покинуть свой пост, а коллектив возглавил Александр Севидов. Но и при новом наставнике Дмитрий продолжал оставаться одним из лидеров крымской команды, где Севидов использовал его не только на левом фланге полузащиты, но и на позиции крайнего защитника. После первой части сезона 2010/11, по итогам голосования на клубном сайте, Дмитрий Трухин был признан лучшим игроком команды из Молодёжного. Всего же отыграв в сезоне за «тепличников» 28 поединка из 34, летом 2011 года Дмитрий перешёл в «Закарпатье», куда его пригласил, возглавивший к тому времени ужгородскую команду, Александр Севидов.
В новой команде полузащитник дебютировал 16 июля 2011 года, в матче против кировоградской «Звезды», довольно быстро вписался в основной состав закарпатского коллектива, уже после своего четвёртого поединка попал в символическую сборную тура первой лиги, а 26 августа отличился и первым голом в составе закарпатцев, поразив ворота соперников в выездном матче против «Динамо-2». Впрочем основная задача левого полузащитника заключалась в снабжении своих партнёров передачами, по итогам первого круга Трухин вошёл в число лучших ассистентов лиги. В целом, первый сезон в ужгородском клубе, для ставшего одним из лидеров команды Трухина, сложился удачно. Уже за три тура до окончания первенства, в матче «Говерла-Закарпатье» — «Металлург» Запорожье, благодаря забитому Дмитрием на 22-й минуте матча голу, ужгородская команда завоевала путёвку в Премьер-лигу, а в следующем туре клуб досрочно оформил и своё чемпионство в Первой лиге.
Профессиональная футбольная лига Украины по итогам сезона 2011/12 назвала Дмитрия Трухина лучшим игроком Также по итогам данного сезона Дмитрий Трухин попал в символическую сборную первой лиги по версии сайта «Football.ua» как лучший левый полузащитник.
В 2015 году завершил карьеру.

## Достижения
- Победитель Первой лиги Украины: 2011/12
- Победитель зонального турнира второй лиги Украины: 2003/04

## Семья
Женат. Вместе с супругой Оксаной воспитывают двоих сыновей — Максима и Дмитрия.